# Brđani Cesta
Brđani Cesta is een plaats in de gemeente Sunja in de Kroatische provincie Sisak-Moslavina. De plaats telt 249 inwoners (2001).